# Москодавка
Москодавка — річка  в Україні, у Немирівському  районі Вінницької області, права притока Півіденного Бугу.

## Опис
Довжина річки 12 км, похил річки — 4,0 м/км. Формується з багатьох безіменних струмків та водойм.  Площа басейну 45,8 км².

## Розташування
Бере  початок на південному сході від Бортників. Тече переважно на північний схід понад Яструбихою (Кутківкою) та через Монастирське  і впадає у річку Південний Буг.
Річку перетинає автомобільна дорога Т 0234